# Флаг Росрыболовства
Флаг Росрыболовства — официальный символ, указывающий на принадлежность к Федеральному агентству по рыболовству (Росрыболовство).
18 мая 2008 года, постановлением Правительства Российской Федерации, по согласованию с Геральдическим советом при Президенте Российской Федерации, были учреждены геральдический знак-эмблема, флаг Федерального агентства по рыболовству, вымпел руководителя Федерального агентства по рыболовству и вымпел судов, используемых Агентством для осуществления контроля в области рыболовства и сохранения водных биологических ресурсов.

## Флаг
Флаг Федерального агентства по рыболовству представляет собой прямоугольное полотнище белого цвета, в крыже которого расположено изображение Государственного флага Российской Федерации.
В правой половине полотнища расположено цветное изображение геральдического знака-эмблемы Федерального агентства по рыболовству. Отношение ширины полотнища флага к его длине — 1:1,5. Отношение площади крыжа к площади полотнища флага — 1:4. Отношение высоты изображения геральдического знака-эмблемы Федерального агентства по рыболовству к ширине полотнища флага — 1:2.

## Эмблема
Геральдический знак-эмблема Федерального агентства по рыболовству представляет собой изображение двуглавого орла золотистого цвета с поднятыми вверх крыльями, увенчанного двумя малыми коронами и над ними одной большой короной, соединёнными лентой золотистого цвета. В лапах орла — диагонально перекрещённые якоря серебряного цвета штоком вверх. На груди орла поверх якорей — круглый щит синего цвета. В поле щита помещено изображение диагонально перекрещённых осётра и лосося серебряного цвета головами вниз.
Допускается использование отдельных элементов эмблемы в качестве малой эмблемы, представляющей собой круглый щит синего цвета, наложенный на диагонально перекрещённые якоря серебряного цвета штоком вверх. В поле щита помещено изображение диагонально перекрещённых осётра и лосося серебряного цвета головами вниз.
Эмблема может выполняться в одноцветном изображении.

## Вымпелы
|  | Вымпел руководителя Федерального агентства по рыболовству представляет собой полотнище в виде равнобедренного треугольника белого цвета с соотношением ширины и длины, составляющим 2:3. В центре полотнища на расстоянии, равном 1/4 длины его основания, расположено цветное изображение геральдического знака — эмблемы Федерального агентства по рыболовству, размер которого составляет 1/2 длины фаловой кромки. |

Вымпел руководителя поднимается на судах, используемых Федеральным агентством по рыболовству для осуществления контроля в области рыболовства и сохранения водных биологических ресурсов, при нахождении на них руководителя Агентства.
|  | Вымпел судов, используемых Федеральным агентством по рыболовству для осуществления контроля в области рыболовства и сохранения водных биологических ресурсов, представляет собой полотнище в виде равнобедренного треугольника белого цвета, окаймлённого красной полосой с трёх сторон, с соотношением ширины и длины, составляющим 2:5. Ширина каймы равна 1/10 длины основания треугольника. В центре полотнища на расстоянии 1/2 его длины расположено цветное изображение малой эмблемы Федерального агентства по рыболовству, размер которого составляет 1/2 длины фаловой кромки. |

Вымпел судов размещается на судах, используемых Федеральным агентством по рыболовству для осуществления контроля в области рыболовства и сохранения водных биологических ресурсов.